# Silver Seraph
Silver Seraph var ett svenskt power metalband som startades 2001. Bandet gav ut en cd, Silver Seraph, 2001. Sångaren Pete Sandberg, som också medverkat i Midnight Sun och Opus Atlantica startade projektet som blev ganska kortlivat. 

## Diskografi
- Silver Seraph

Låtlista
1. Aftermath
2. 7th day of Babylon
3. Cry from hell
4. Desperate heart
5. Shadowland (instrumental)
6. Shadow (instrumental)
7. Nosferatu
8. In the dark
9. Black rain
10. Loving you

Medverkande
- Richard Andersson
- Mikael Sahlström
- Nicolas Nicolaidis
- Pete Sandberg
- Magnus Sedenberg
- Jens Friis Hansen
- Anders Waldemarsson
- Mikael Sahlström